# Katastrofa lotu All Nippon Airways 58

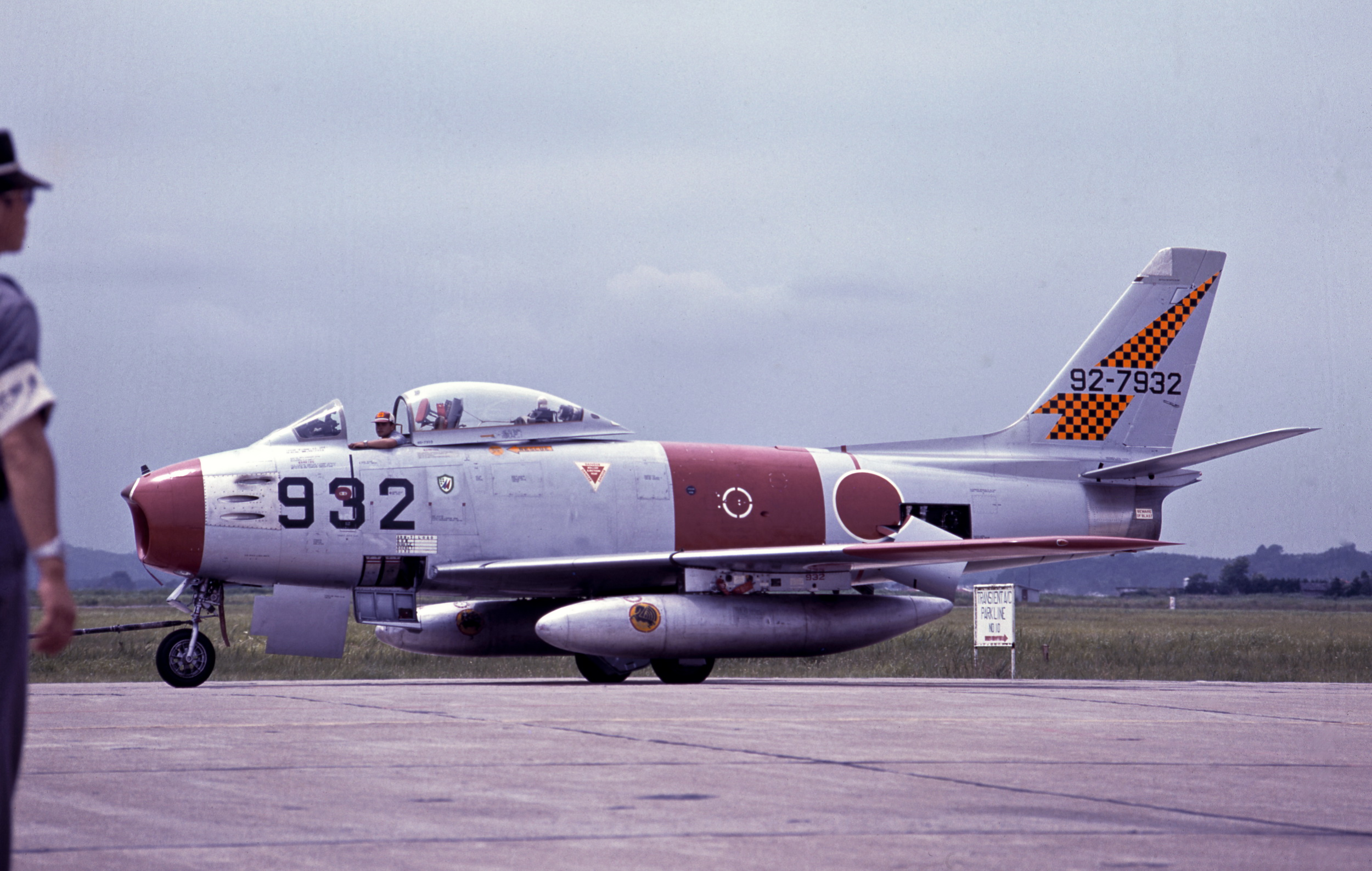
Myśliwiec biorący udział w wypadku, pięć dni przed zderzeniem

Katastrofa lotu All Nippon Airways 58 – zderzenie dwóch samolotów w powietrzu, do której doszło 30 lipca 1971 roku nad miejscowością Shizukuishi w Japonii. Zginęły 162 osoby, a 1 osoba została ranna.
Była to najtragiczniejsza katastrofa lotnicza w Japonii, do katastrofy lotu Japan Airlines 123, w której zginęło 520 osób.
Wówczas była to najtragiczniejsza katastrofa lotnicza w historii, do katastrofy lotu Aerofłot 217, w której zginęły 174 osoby.
Było to również najtragiczniejsze zderzenie w powietrzu dwóch samolotów, do katastrofy lotniczej nad Zagrzebiem, w której zginęło 176 osób.

## Pasażerowie
Większość pasażerów linii lotniczych pochodziła z Fuji w prefekturze Shizuoka i wracała z podróży na Hokkaido. Spośród pasażerów 125 należało do grupy turystycznej złożonej z członków stowarzyszenia dla krewnych japońskich żołnierzy poległych w II wojnie światowej.

## Wypadek
Lot ANA wystartował z lotniska w Chitose, aby odbyć krajowy lot do Ōta. Po starcie samolot wzniósł się na wysokość przelotową 28 000 stóp (8500m). Tymczasem 22-letni pilot-stażysta i jego 31-letni instruktor ćwiczyli manewry w walce powietrznej w osobnych maszynach. Formacja leciała mniej więcej na tej samej wysokości co lot 58. Kursant nie był świadomy kolizyjnego kursu lotu, aż do momentu otrzymania polecenia od instruktora, aby uciec przed boeingiem, lecz było już za późno. Maszyna wojskowa przednią krawędzią prawego skrzydła uderzyła w lewy statecznik poziomy Boeinga, co spowodowało, że samolot stracił kontrolę, wszedł w stromy lot nurkowy, przekroczył barierę dźwięku i rozpadł się w powietrzu. Wrak lotu 58 spadł w pobliżu miasta Shizukuishi.
Prawe skrzydło myśliwca oderwało się, przez co również wpadł w korkociąg, który uniemożliwił pilocie-stażyście katapultowanie się, więc odpiął pasy bezpieczeństwa i uwolnił się z samolotu, po czym otworzył spadochron i bezpiecznie wylądował na pobliskim polu ryżowym.

## Następstwa
Piloci Japońskich Powietrznych Sił Samoobrony zostali osądzeni pod zarzutem nieumyślnego spowodowania śmierci i zaniedbań. Stażysta został uniewinniony, a instruktor został uznany winnym i skazany na trzy lata więzienia z trzyletnim zawieszeniem. Stracił również pracę.